# Chiesa di Santo Stefano Protomartire (Bassignana)
La chiesa di Santo Stefano Protomartire è la parrocchiale di Bassignana, in provincia e diocesi di Alessandria; fa parte della zona pastorale di Valenza.

## Storia

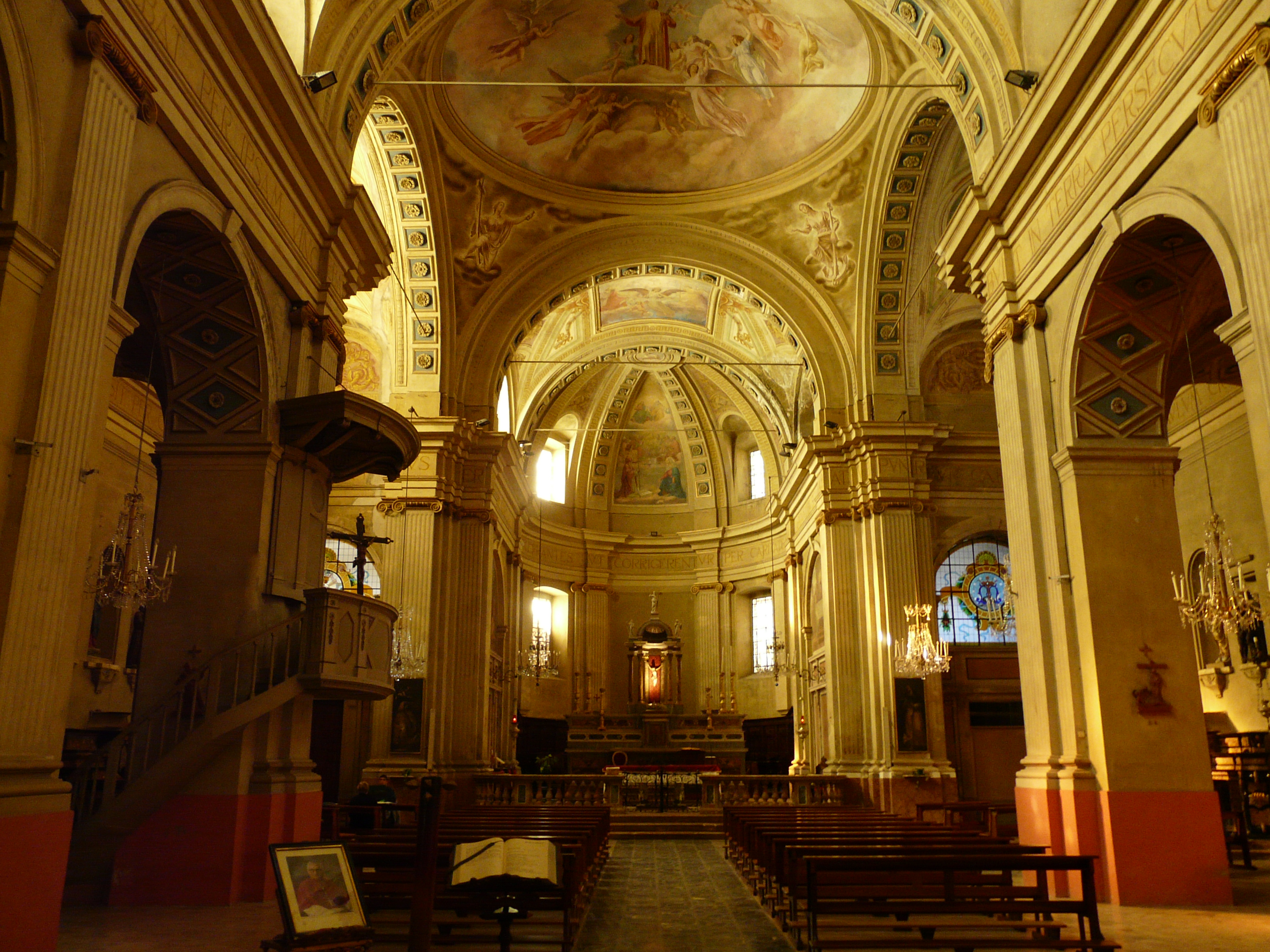
L'interno della chiesa

La primitiva chiesa di Bassignana sorse nel XIII secolo; nel 1460 i parrocchiani erano circa un migliaio.
Questa chiesa fu sostituita da una nuova edificata tra io 1560 e il 1576 quando era parroco il piacentino don Giacomo Antonio Marconi.
Nella prima metà del XIX secolo tale edificio, che era in stile barocco, si rivelò insufficiente a soddisfare le esigenze dei fedeli e il parroco don Cantù decise di farla rifare; il progetto fu affidato all'architetto alessandrino Valizzone. La prima pietra dell'attuale parrocchiale venne posta nel giugno del 1833; la nuova chiesa, in stile neoclassico, fu portata a compimento nel 1837.
La facciata fu ristrutturata nel 1930 e nel 2017 il tetto venne rifatto.

## Descrizione
La chiesa è in stile neoclassico; la pianta è a croce latina e a tre navate. La navata presenta una volta a botte, mentre il transetto, nel quale sono collocati due altari barocchi originariamente posti nella precedente chiesa, una volta a calotta; il pavimento è in mattonelle in marmo e l'interno è decorato con affreschi. Inoltre, nel punto in cui il transetto incrocia la navata, vi è a cupola senza tamburo che è avvolta dal tiburio quadrangolare. Le due vetrate ad arco laterali furono realizzate da Luigi Costa di Alessandria.